# Константин Барбарон
Константин Барбарон или още и Костадин Арменски (1180 † 1262) е барон и Голям барон, основател на управляващата династия на Хетумидите в Киликийска Армения. Син на Вакагх.
Костантин Барбарон е имал три съпруги, като от първата има син, от втората – осем деца, а от третата – четири. Всички те са обвързани в брачни владетелски съюзи, поради и което тези връзки са пресъздадени художествено и в анимацията.